# 1288 Санта
1288 Санта је астероид главног астероидног појаса чија средња удаљеност од Сунца износи 2,885 астрономских јединица (АЈ).
Апсолутна магнитуда астероида је 11,41 а геометријски албедо 0,132.